# Sécotioïde

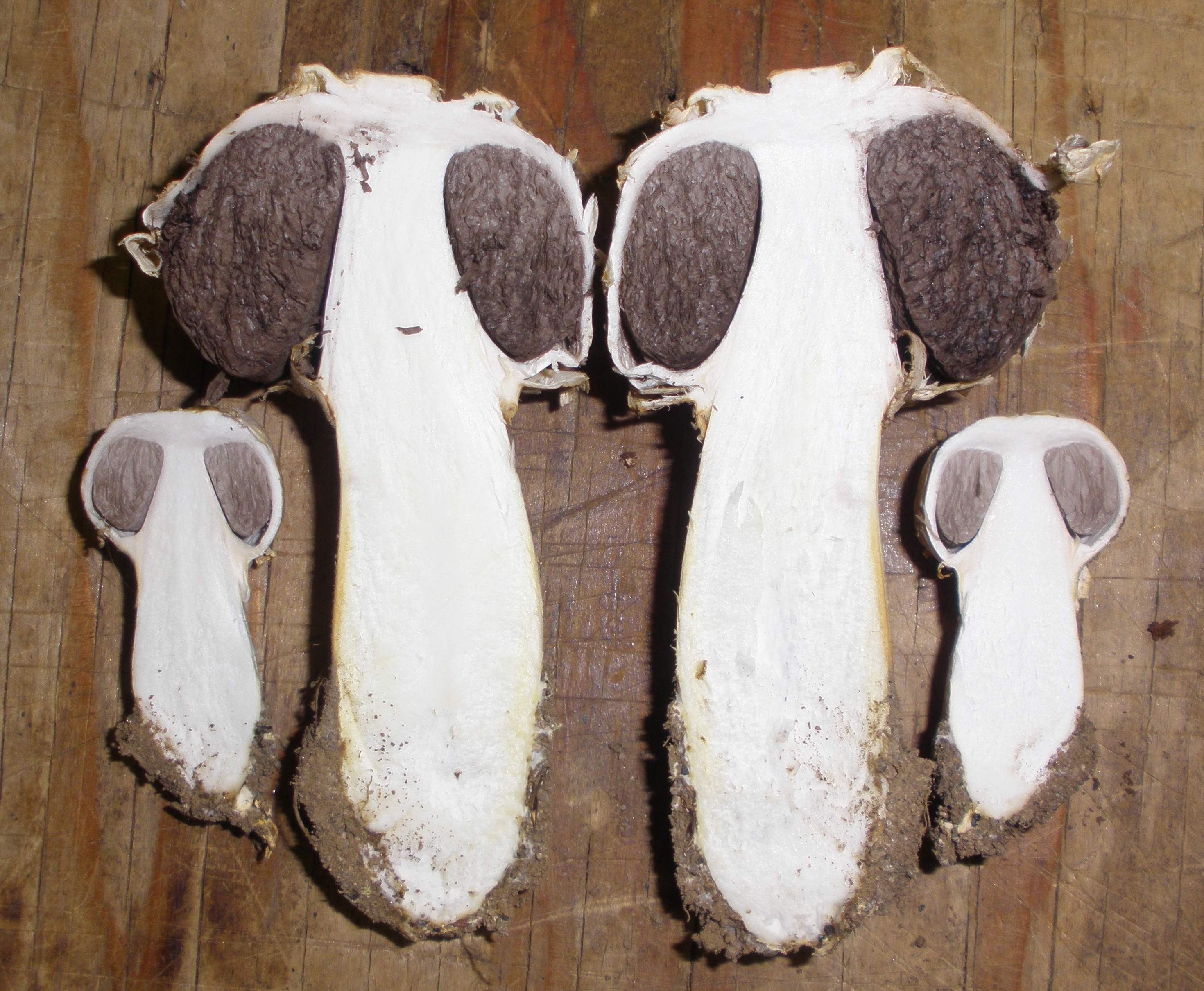
Agaricus deserticola est un champignon sécotioïde.

Sécotioïde est un terme de mycologie utilisé pour décrire une morphologie semblable à celle du genre Secotium. Elle est caractérisée par un hyménium plus ou moins clos et l'absence d'un mécanisme de décharge des spores. Les champignons sécotioïdes ont longtemps été considérés comme un stade intermédiaire entre les Hymenomycetes et les Gasteromycetes, et étaient historiquement placés dans une classe dédiée, les Hymenogastrales.